# Base aérienne 186 Nouméa
La base aérienne 186 Lieutenant Paul Klein est une base aérienne de l'Armée de l'air et de l'espace française située sur l'actuel aéroport de Nouméa - La Tontouta au lieu-dit La Tontouta dans la commune de Païta à 52 km au nord-ouest de Nouméa en Nouvelle-Calédonie. Dépendant de l'Armée de l'air et de l'espace depuis le 23 août 2011, elle était auparavant nommée base d'aéronautique navale de la Tontouta ou BAN Tontouta et était une base d'aéronautique navale de la Marine nationale française.

## Historique
Elle est créée en 1941 par les Forces aériennes françaises libres (FAFL) puis agrandie pour les forces armées des États-Unis durant la guerre du Pacifique, mise en gardiennage de 1969 à 1975, puis reconstruite au sud de la piste et inaugurée le 1er avril 1976 avant de passer sous le contrôle de l'armée de l'air française en 2011.
La base aérienne 186 Lieutenant-Paul-Klein, du nom d’un lieutenant calédonien engagé pour la France libre au sein du Special Air Service en décembre 1940,  est en effet créée le 23 août 2011. Il s'agit d'une simple transformation car des moyens aériens étaient déjà déployés sur la base aéronavale de Tontouta dans le cadre du commandement des éléments air en Nouvelle-Calédonie (EA 376) de Nouméa. L'emprise de l'armée de l'air d'une superficie de 191 hectares accueille trois SA330 Puma et deux CASA CN-235 de transport. Plus de 200 personnes y travaillent. Deux Falcon 20 de la flottille 25F de la marine nationale française y sont stationnés,.

## Les unités présentes sur le site
- Escadrille 9S (août 1957 — août 2000)
- Flottille 25F (depuis septembre 2000)
- Escadron de Transport outre-mer 00.052 Tontouta (depuis avril 1976)

## L'insigne de la basef

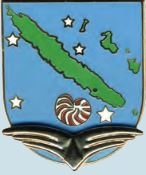
Insigne de la base aérienne 186

L’insigne de la base aérienne 186 de La Tontouta est homologué le 17 août 2011 sous le numéro A1399. La définition héraldique de l’insigne de la base aérienne 186 est la suivante : « Écu espagnol d’azur bordé d’or à une silhouette de l’archipel de la Nouvelle-Calédonie de sinople, marquée d’un point du premier métal, côtoyée de cinq étoiles d’argent, une coquille de nautile de gueules et de candide posé en pointe, le tout terrassé d’un vol dépassé également d’or. »
L’insigne de la base aérienne 186 comprend les éléments suivants :
- la carte de l’archipel de la Nouvelle-Calédonie (Grande Terre, îles Loyauté et Île des pins) ; le point « or » marquant l’implantation de la base aérienne ;
- cinq étoiles symbolisant la constellation de la Croix du Sud, élément céleste familier de l’hémisphère sud, déjà présent sur les drapeaux de l’Australie et de la Papouasie-Nouvelle Guinée, États voisins ;
- une coquille de nautile, céphalopode emblématique de la région ;
- des ailes stylisées, rappelant l’appartenance à l’Armée de l’air ;
- la couleur bleue, évoquant le lagon de Nouvelle-Calédonie.

Cet insigne est une création originale de Céline Delcourt, artiste designer, fille du colonel Jean-Pascal Delcourt qui a commandé les éléments air en Nouvelle-Calédonie de 2008 à 2010. Le choix s'est porté sur ce projet à l'issue d'un concours lancé lors des travaux préparatifs au transfert de la base de la Marine à l'Armée de l'air.